# Red Bull Records
 (mars 2024).
La mise en forme du texte ne suit pas les recommandations de Wikipédia : il faut le « wikifier ».
Les points d'amélioration suivants sont les cas les plus fréquents. Le détail des points à revoir est peut-être précisé sur la page de discussion.
- Les titres sont pré-formatés par le logiciel. Ils ne sont ni en capitales, ni en gras.
- Le texte ne doit pas être écrit en capitales (les noms de famille non plus), ni en gras, ni en italique, ni en « petit »…
- Le gras n'est utilisé que pour surligner le titre de l'article dans l'introduction, une seule fois.
- L'italique est rarement utilisé : mots en langue étrangère, titres d'œuvres, noms de bateaux, etc.
- Les citations ne sont pas en italique mais en corps de texte normal. Elles sont entourées par des guillemets français : « et ».
- Les listes à puces sont à éviter, des paragraphes rédigés étant largement préférés. Les tableaux sont à réserver à la présentation de données structurées (résultats, etc.).
- Les appels de note de bas de page (petits chiffres en exposant, introduits par l'outil «  Source ») sont à placer entre la fin de phrase et le point final[comme ça].
- Les liens internes (vers d'autres articles de Wikipédia) sont à choisir avec parcimonie. Créez des liens vers des articles approfondissant le sujet. Les termes génériques sans rapport avec le sujet sont à éviter, ainsi que les répétitions de liens vers un même terme.
- Les liens externes sont à placer uniquement dans une section « Liens externes », à la fin de l'article. Ces liens sont à choisir avec parcimonie suivant les règles définies. Si un lien sert de source à l'article, son insertion dans le texte est à faire par les notes de bas de page.
- La présentation des références doit suivre les conventions bibliographiques. Il est recommandé d'utiliser les modèles {{Ouvrage}}, {{Chapitre}}, {{Article}}, {{Lien web}} et/ou {{Bibliographie}}. Le mode d'édition visuel peut mettre en forme automatiquement les références.
- Insérer une infobox (cadre d'informations à droite) n'est pas obligatoire pour parachever la mise en page.

Pour une aide détaillée, merci de consulter Aide:Wikification.
Si vous pensez que ces points ont été résolus, vous pouvez retirer ce bandeau et améliorer la mise en forme d'un autre article.
Red Bull Records est un label dont le siège est à Los Angeles, en Californie. Il s'agit d'une filiale de la société de boissons énergisantes Red Bull GmbH et possède des bureaux à Los Angeles, Londres et New York. Depuis sa création, Red Bull Records a accueilli des artistes et des groupes tels que Awolnation, Twin Atlantic et Beartooth.

## Histoire
Red Bull Records a été fondé par Dietrich Mateschitz et Greg Hammer en 2007. Red Bull construit un studio d'enregistrement à Santa Monica, en Californie, et y enregistre gratuitement de petits groupes de rock indépendant,. 
Le premier grand succès du label a eu lieu en 2011, lorsque Awolnation a sorti son premier album, Megalithic Symphony, qui a ensuite été certifié platine et présentait le single le plus remarquable du groupe, « Sail », qui s'est vendu à plus de 10 millions d'exemplaires à ce jour. Le single a passé 79 semaines dans les charts Billboard Hot 100, ce qui en fait le troisième single le plus long à rester dans le Hot 100, dépassé seulement par Radioactive d'Imagine Dragons et Blinding Lights de The Weeknd. Le deuxième album du groupe, Run, est sorti en 2015 et comprenait le hit n°1 Hollow Moon (Bad Wolf) ainsi que les 5 meilleurs titres I Am et Woman Woman. 
La première signature internationale de Red Bull Records fut le groupe de rock écossais Twin Atlantic. Le groupe a sorti quatre albums studio à ce jour : Vivarium, Free, Great Divide et GLA, et le groupe ont fait leurs débuts à la télévision nationale de la BBC sur Later… avec Jools Holland le 4 octobre 2016.
En 2013, le label signe son premier groupe de metalcore Beartooth. Le groupe a été formé en 2012 par le leader Caleb Shomo à Columbus, Ohio, et a sorti quatre albums studio sur Red Bull Records ; Dégoûtant, agressif, pathologique et inférieur. Beartooth a remporté le Metal Hammer Award du meilleur groupe révolutionnaire de 2016 et le Loudwire Award de l'artiste révolutionnaire de l'année . En 2020, le single « In Between » de Beartooth a été certifié Or aux États-Unis.
La première incursion de Red Bull Records dans le hip hop s'est faite avec la signature de Warm Brew. Le groupe avait participé au programme Sound Select de Red Bull avant de signer sur le label. Warm Brew a sorti son premier EP Diagnostic sur Red Bull Records en 2016. 
En 2020, Red Bull Records a ajouté Blxst à la liste. Le premier EP de Blxst, "No Love Lost", a atteint la troisième place du classement Billboard Heatseekers.

## Artistes

### Artistes actuels
- The Aces
- Albert Hammond, Jr.
- Beartooth
- Blxst
- Flawes
- Gavin Haley
- Kyle Banks
- PineappleCITI
- JUGGER
- Will Claye
- Kofi

### Anciens artistes
- Awolnation
- August 08
- Black Gold
- Blitz Kids (dissous)
- Five Knives (bande) (dissous)
- Gianna Kondor
- Heaven's Basement (dissous)
- Itch
- Innerpartysystem (dissous)
- New Beat Fund
- Twin Atlantic
- Warm Brew

## Discographie
- Beartooth - Below
- Albert Hammond, Jr. – Francis Trouble
- Beartooth - Disease
- August 8 - Father
- The Aces - When My Heart Felt Volcanic
- Awolnation - Here Come the Runts
- The Aces - I Don't Like Being Honest EP
- Warm Brew - Diagnosis
- Beartooth - Aggressive
- Flawes - CTRL
- Flawes - UNSPKN
- Twin Atlantic - GLA
- New Beat Fund - Sponge Fingerz
- Awolnation - Run
- Five Knives - Savages
- Beartooth - Disgusting
- Twin Atlantic - Great Divide
- Itch - The Deep End
- Five Knives - The Rising Remixes
- Blitz Kids - The Good Youth
- Beartooth - Sick EP
- New Beat Fund - Coinz
- Heaven's Basement - Filthy Empire
- Five Knives - The Rising
- Itch - Best Shot
- Awolnation - Megalithic Symphony
- Innerpartysystem - Never Be Content EP
- Twin Atlantic - Free
- Black Gold - Rush
- Twin Atlantic - Vivarium
- The Aces - Under My Influence
- The Aces - I've Loved You For So Long